# Milan Nedić
Milan Nedić (srb. Милан Недић, ur. 2 września 1878 w Grocce, zm. 4 lutego 1946 w Belgradzie) – generał serbski, od 1941 roku premier kolaboracyjnego rządu w okupowanej przez III Rzeszę Serbii, nazwanej od jego nazwiska Serbią Nedicia.

## Życiorys
Urodził się w miejscowości Grocka, leżącej koło Belgradu. Ukończył akademię wojskową w 1904 i zaczął służbę wojskową. W 1910 awansowano go na majora. W czasie wojen bałkańskich otrzymał sporo odznaczeń i medali za odwagę. W 1913 został awansowany na podpułkownika.
W czasie I wojny światowej Nedić został awansowany na pułkownika i odkomenderowany do sztabu generalnego. W czasie odwrotu wojsk serbskich przez Księstwo Albanii i Królestwo Czarnogóry, jego oddział stanowił ochronę sztabu.
Po I wojnie światowej nadal awansował. W 1923 został mianowany generałem dywizji, a w 1930 generałem armii. W 1939 został mianowany ministrem wojny i marynarki. Został jednak zdymisjonowany w listopadzie 1940 przez regenta księcia Pawła po tym, jak sprzeciwił się wojnie z Niemcami.
Po niemieckiej inwazji na Jugosławię Nedić nie został wzięty do niewoli, ale osadzony w areszcie domowym. W sierpniu 1941 Nedić przyjął propozycję zostania premierem marionetkowego państwa, znanego jako Serbia Nedicia. Tzw. Rząd Ocalenia Narodowego został powołany 29 sierpnia 1941 roku. 1 września 1941, w radiowym przemówieniu, Nedić uzasadnił swoją decyzję tym, że „musi ratować jądro serbskiej ludności” przed okupacją niemiecką, włoską, węgierską i bułgarską, a także kolaborantami chorwackimi, bośniackimi i albańskimi. W grudniu 1941 rząd serbski na uchodźstwie pozbawił Nedicia stopnia generalskiego. W czasie jego rządów, przyjęto sporo serbskich uchodźców z innych części Jugosławii, ale też dochodziło do zbrodni niemieckich na serbskich cywilach (patrz: masakra w Kragujevacu). W sierpniu 1942 Niemcy uznali Serbię za wolną od Żydów (niem. Judenfrei).
4 października 1944 rząd Nedicia został rozwiązany. Dwa dni później wyjechał do Wiednia, a stamtąd do Kitzbühel, wraz z kilkoma członkami swojego gabinetu. W Kitzbühel nadal organizował posiedzenia rządu serbskiego. 6 lipca 1945 został aresztowany przez oddział amerykańskiej 3 Armii, która zajmowała Kitzbühel. 1 stycznia 1946 został przekazany władzom komunistycznej Jugosławii. Popełnił samobójstwo 4 lutego 1946, wyskakując przez okno.
Próba rehabilitacji Milana Nedicia została w 2019 odrzucona przez Sąd Najwyższy Serbii.